# Leonardo Marquicias
Leonardo Marquicias est un ancien joueur philippin de basket-ball.